# 阿瓜達德帕薩赫羅斯
阿瓜達德帕薩赫羅斯是古巴的城市，属西恩富戈斯省，面積680平方公里，海拔高度25米，2004年人口31,687，人口密度為每平方公里46.6人。